# June Carter
Valerie June Carter Cash (23. juni 1929 – 15. maj 2003) var en amerikansk sangerinde og skuespiller, som sammen med sin familie dannede gruppen The Carter Family. Desuden var hun Johnny Cash's anden hustru. 
Det var June Carter (sammen med Merle Kilgore) som skrev megahittet Ring of Fire, som beskriver hendes forhold til Johnny Cash i perioden før deres giftermål.
I filmen Walk the Line spilles rollen som June Carter af Reese Witherspoon, hvilket indbragte hende en Oscar.